# Dung (Musikinstrument)

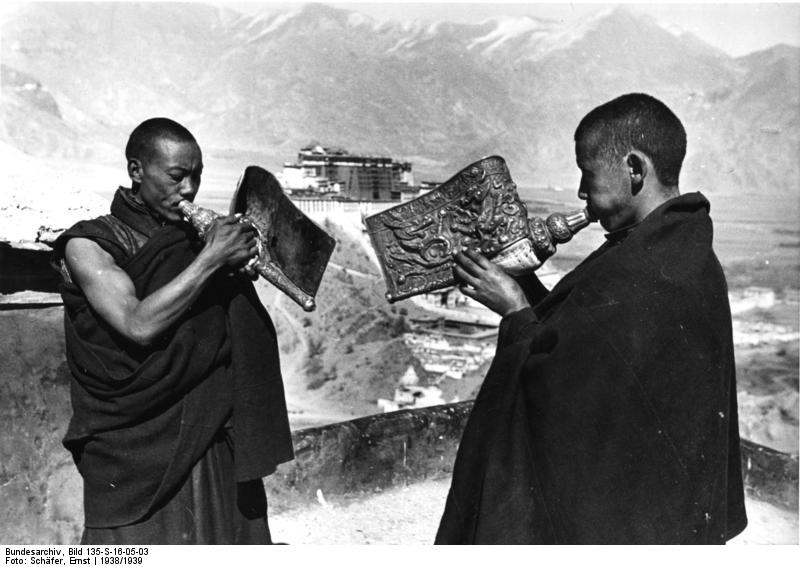
Schneckenhörner dung kar

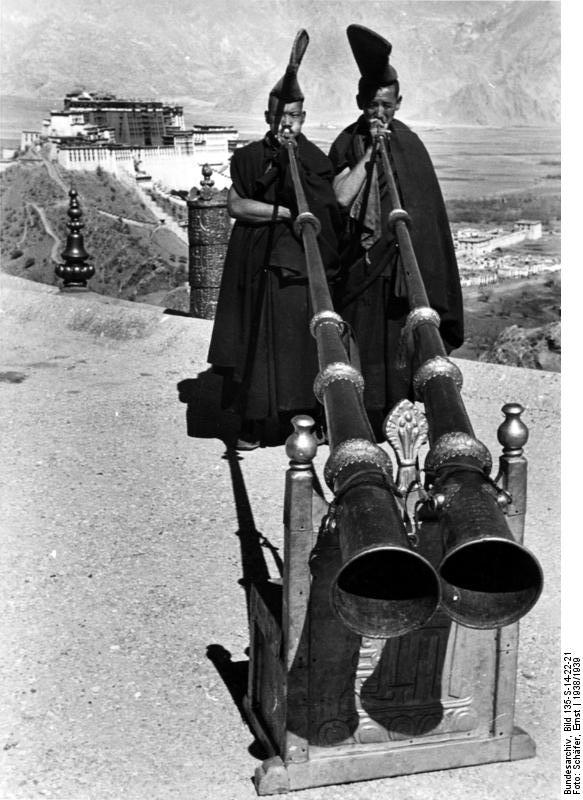
Tibetische Mönchen blasen dung chen. Aufnahmen der deutschen Tibetexpedition von 1938

Dung (tibetisch „Trompete“, ursprünglich „Muschel“) bezeichnet in der tibetisch-buddhistischen Ritualmusik gespielte Naturtrompeten.

## Dung kar
Die beiden bekanntesten Vertreter dieser einfachen tibetischen Blasinstrumente sind nur in ihrer Größe, nicht aber in ihrer Verwendung bei religiösen Zeremonien verschieden. Das Schneckenhorn dung kar wird aus einer Schneckenschale gefertigt, deren Spitze als Einblasöffnung abgebrochen wird. Für die dung kar werden mit Vorliebe rechtsdrehende weiße Schneckenhörner verwendet. Sie haben oft Flügel aus gestanztem Kupfer- oder Silberblech, die mit Halbedelsteinen oder Korallen aufwendig verziert sind. Als Mundstück dient eine Röhre aus demselben Metall.

## Dung chen
Die bis zu 4,5 Meter lange Trompete dung chen („große Trompete“) aus einer Kupferlegierung hat ein gerades, konisches Rohr mit einem Mundstück und einem Schalltrichter. Auch diese Instrumente zeigen ihre kulturelle Bedeutung durch ihre filigranen Metallbandverzierungen mit eingelegten Schmucksteinen. Sie bestehen aus drei (seltener zwei) Teilen, die sich ineinanderschieben lassen. Je nach verwendetem Material heißen die Trompeten zangs dung (aus Kupfer, auch dun dmar, „rote Trompete“), rag dung (aus Messing) oder dngul dung (aus Silber).

## Dbang dung
Des Weiteren gibt es ein kürzeres, leicht gebogenes und ebenfalls konisches Horninstrument, das dbang dung genannt wird. Es besteht aus Kupfer und Messing und ist als Musikinstrument im Prinzip die Nachbildung eines Röhrenknochens.

## Rkang dung
Blasinstrumente, die tatsächlich aus unterschiedlich kunstvoll gestalteten Röhrenknochen bestehen, werden rkang dung (auch rkang gling) genannt. Die Anblasöffnung der etwa 30 Zentimeter langen Knochen liegt am dünnen Ende und ist mit Kupferblech verkleidet. Der zeremonielle Einsatz von menschlichen Oberschenkelknochen verweist auf die Tradition der früheren schamanistischen Bön-Religion Tibets. Von tibetischen Schamanen werden die Knochentrompeten auch zur Geisteraustreibung oder zum Wettermachen verwendet. Eine traditionelle Verwendung für die Knochentrompeten war das seit dem 11. Jahrhundert praktizierte Bdud kyi gcod yul-Ritual, dessen Name sich mit „der Dämon muss ausgetrieben werden“ übersetzen lässt. Hierzu wurden als real empfundene Götter und Dämonen herbeigerufen und der eigene Körper als Speiseopfer angeboten. Die bei diesem Leidensritual, das 1929 von Alexandra David-Néel als „makabres Festessen“ bezeichnet wurde, aufkommenden Ängste sollten im Sinne der Weisheitslehre des Prajnaparamita die Erfahrung der Welt als Trugbild erkennen lassen.
Früher wurde entsprechend ihrer magischen Eigenschaften der linke Oberschenkelknochen von einem 16-jährigen Mädchen, gefolgt von dem eines gleichaltrigen Jungen, eines Mordopfers, ferner des Opfers einer schweren Krankheit bevorzugt. Als Attribut in der linken Hand von heiligen Männern ist rkang dung ein traditionelles Symbol der Weisheit.
Alle Instrumente können der Vertreibung mit Tod assoziierter böser Geister, Maras, dienen und werden zu mehreren oder wenigstens paarweise gespielt, um konstante Töne ohne Atemunterbrechung zu gewährleisten.